# Quéntar
Quéntar es una localidad y municipio español situado en la parte oriental de la comarca de la Vega de Granada, en la provincia de Granada, comunidad autónoma de Andalucía. Limita con los municipios de Dúdar, Beas de Granada, Huétor Santillán, Diezma, La Peza y Güéjar Sierra. Cuenta con una población de 943 habitantes (INE 2024). Por su término discurren los ríos Aguas Blancas —incluido el embalse de Quéntar— y Padules, así como el barranco del Tintín
El municipio quenteño comprende los núcleos de población de Quéntar —capital municipal— y Tocón.

## Toponimia
El nombre de Quéntar proviene del árabe "Qaryat al-Kantar", que significa «puente y paso hacia la alquería».

## Geografía

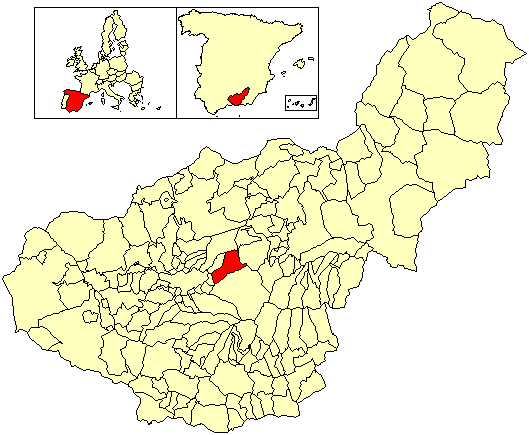
Extensión del municipio en la provincia de Granada

### Situación
Integrado en la comarca de la Vega de Granada, se encuentra situado a 19 kilómetros de la capital provincial, a 105 de Jaén, a 151 de Almería y a 271 de Murcia. El término municipal está situado en la depresión que separa Sierra Nevada del parque natural de la Sierra de Huétor.
| Noroeste: Beas de Granada       | Norte: Huétor Santillán | Nordeste: Diezma y La Peza    |
| Oeste: Beas de Granada y Dúdar  |                         | Este: La Peza y Güéjar Sierra |
| Suroeste: Dúdar y Güéjar Sierra | Sur: Güéjar Sierra      | Sureste: Güéjar Sierra        |

### Clima
El clima de Quéntar es mediterráneo continentalizado, con veranos cálidos y secos e inviernos fríos y húmedos. El mes más cálido es julio con una temperatura media de 22 °C y el mes más frío es enero con una temperatura media de 5 °C.

## Demografía
Quéntar cuenta con una población de 943 habitantes (INE 2024).
| Gráfica de evolución demográfica de Quéntar entre 1842 y 2021                                                       |
| |
| Población de derecho según los censos de población del INE Población de hecho según los censos de población del INE |

## Economía

### Evolución de la deuda viva municipal
| Gráfica de evolución de Deuda viva del Ayuntamiento de Quéntar entre 2008 y 2022                                |
| |
| Deuda viva del Ayuntamiento de Quéntar en miles de Euros según datos del Ministerio de Hacienda y Ad. Públicas. |

## Política
Los resultados en Quéntar de las últimas elecciones municipales, celebradas en mayo de 2023, son:
| Elecciones Municipales - Quéntar (2023) | Elecciones Municipales - Quéntar (2023)       | Elecciones Municipales - Quéntar (2023) | Elecciones Municipales - Quéntar (2023) | Elecciones Municipales - Quéntar (2023) |
| Partido político                        | Partido político                              | Votos                                   | %Válidos                                | Concejales                              |
| --------------------------------------- | --------------------------------------------- | --------------------------------------- | --------------------------------------- | --------------------------------------- |
|                                         | Ciudadanos-Partido de la Ciudadanía (Cs)      | 434                                     | 73,80%                                  | 6                                       |
|                                         | Partido Popular (PP)                          | 66                                      | 11,22%                                  | 1                                       |
|                                         | Partido Socialista Obrero Español (PSOE)      | 39                                      | 6,63%                                   | 0                                       |
|                                         | Vox (VOX)                                     | 18                                      | 3,06%                                   | 0                                       |
|                                         | Izquierda Unida Para la Gente (PARA LA GENTE) | 13                                      | 2,21%                                   | 0                                       |

### Alcaldes
| Legislatura | Nombre                                                                  | Grupo     |
| ----------- | ----------------------------------------------------------------------- | --------- |
| 1979-1983   | Ángel Gutiérrez Nievas                                                  | CD        |
| 1983-1987   | Ángel Gutiérrez Nievas (1983-1986) José Ruiz Hervías (1986-1987)        | AP/PDP/UL |
| 1987-1991   | José Heredia Martín                                                     | AIQ       |
| 1991-1995   | José Heredia Martín                                                     | PP        |
| 1995-1999   | José Heredia Martín                                                     | PP        |
| 1999-2003   | Enrique Rodríguez Medina (1999-2001) Daniel Peña Pérez (2001-2003)      | PSOE PP   |
| 2003-2007   | Enrique Rodríguez Medina                                                | PSOE      |
| 2007-2011   | Enrique Rodríguez Medina                                                | PSOE      |
| 2011-2015   | Daniel Peña Pérez                                                       | PP        |
| 2015-2019   | Daniel Peña Pérez (2015-2016) Francisco José Martín Heredia (2016-2019) | PP Cs     |
| 2019-2023   | Francisco José Martín Heredia                                           | Cs        |
| 2023-act.   | Francisco José Martín Heredia                                           | Cs        |

## Cultura

### Fiestas
A mediados de septiembre se celebra en Quéntar la función de moros y cristianos, fiesta típica de buena parte del Levante peninsular. El principal protagonista es el santo patrón de la localidad, San Sebastián.
Los personajes principales de cada bando son rey, general, embajador, guerrero y lancero. Las tropas están integradas por los jóvenes del pueblo, pero con importante participación de personas mayores. La representación se divide en tres partes: la primera concluye con la victoria de las tropas moriscas; mientras que en la segunda y tercera se reproduce la victoria de los cristianos. Esta fiesta fue declarada en 2009 de interés turístico.